# Bergschrund

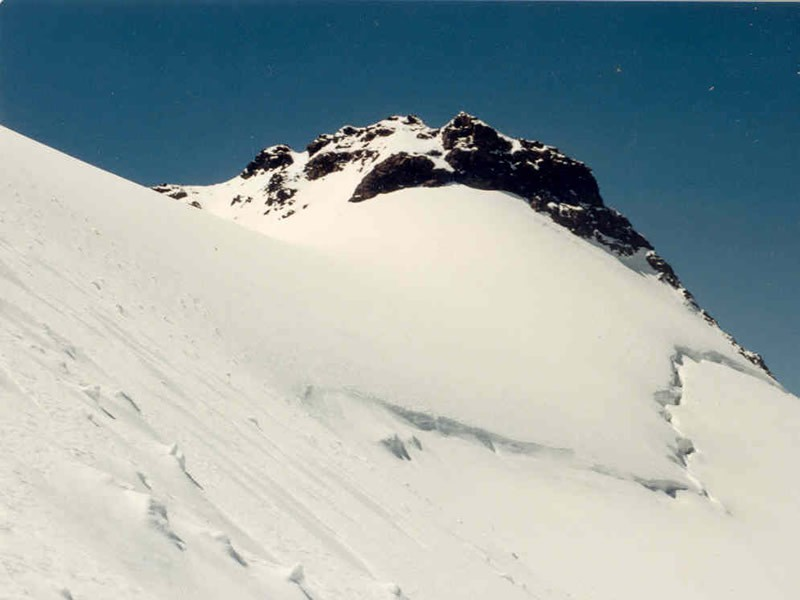
Bergschrund

Bergschrund, szczelina brzeżna – największa szczelina na lodowcu, powstaje wzdłuż górnej granicy pola firnowego, oddzielając znajdujące się tam masy lodowo-śnieżne od otaczających je zboczy skalnych. Krawędź lodowca jest przymarznięta do podłoża, podczas gdy reszta przemieszcza się w dół. W ten sposób wzdłuż brzegu lodowca powstaje pojedyncze, głębokie nawet na 100 m rozdarcie.
Nazwa Bergschrund pochodzi z języka niemieckiego.